# Terez
| Terez             | Terez |
| ----------------- | --- |
| Bauwerft:         | ROPiT (РОПиТ), Odessa |
| Kiellegung:       | 9. Mai 1886 |
| Stapellauf:       | 29. August 1887 |
| Indienststellung: | 9. November 1888 |
| Dienstzeit:       | 1888–1931 |
| Verdrängung:      | 1280 t |
| Länge:            | 67,2 m |
| Breite:           | 12,2 m |
| Tiefgang:         | 3,7 m |
| Antrieb:          | Segel, zwei liegende Verbunddampfmaschinen 4 Flammrohrkessel 2 Schrauben 1819 PSi |
| Geschwindigkeit:  | 13,0 kn |
| Reichweite:       | 2100 sm bei 6 kn |
| Besatzung:        | 180 ab 1914: 137 |
| Bewaffnung:       | Geschütze: ab 1887: - 2 * 8-Zoll-Kanone M1885 - 1 * 152-mm-L/35-Kanone M1877 - 6 * 47 mm - 1 * 37 mm Torpedorohre - 1 * 381 mm nach Umbewaffnung: - 2 * 152-mm-L/45-Kanone M1892 - 1 * 120-mm-L/45 - 2 * 75-mm-L/50 - 4 * 47 mm - 2 * MG |

Terez (russisch Терец) war der Name eines seegehenden Kanonenbootes der Kaiserlichen Russischen Marine. 1888 in Dienst gestellt, wurde es erst 1931 aus der Flottenliste gestrichen und abgebrochen.  Der Name des Bootes entspricht der russischen Bezeichnung für einen Bewohner des Gebietes am Fluss Terek und die Terekkosaken.
Das Boot wurde im Rahmen des Flottenrüstungsprogramms für die Jahre 1882–1902 beschafft. Es war für den Dienst in der russischen Schwarzmeerflotte vorgesehen.
Die Terez wurde am 18. Mai 1886 bei der Werft der Russischen Gesellschaft für Dampfschifffahrt und Handel (Русское общество пароходства и торговли) in Odessa auf Kiel gelegt. Wie alle für den Dienst in der Schwarzmeerflotte vorgesehenen Boote wurde es auf einer russischen Werft gebaut, während die für den Dienst in der Ostsee und im Fernen Osten gedachten Boote auf ausländischen Werften hergestellt wurden. Der Stapellauf fand am 29. August 1887 statt. Das Boot wurde 1888 nach erfolgter Ausrüstung in Dienst gestellt. Nach Indienststellung wurde die Terez dem russischen Mittelmeergeschwader zugeteilt und versah Stationsdienst in verschiedenen Häfen des Mittelmeeres.
Im Jahr 1900 wurde das Boot einer Hauptinstandsetzung unterzogen und ab dem Folgejahr als Ausbildungsboot eingesetzt. Im Jahr 1905 war das Boot an der Niederschlagung des Aufstandes auf dem Kreuzer Otschakow (Очаков) beteiligt. Da auf dem Boot hauptsächlich Kwartirmeister(Квартирмейстер, eine Dienststellung der Kaiserlich Russischen Flotte) untergebracht waren, stand das Boot auf der Seite der regierungstreuen Truppen. Die Terez eröffnete als erstes Schiff das Feuer auf den Hafenkutter, mit dem ein Teil der Meuterer auf den Kreuzer übersetzte. Nach der Versenkung des Kutters
verlegte die Terez das Feuer auf den ebenfalls am Aufstand beteiligten Minenleger Swirepy (Свирепый) und beschädigte ihn schwer. Anschließend bekämpfte die Besatzung des Bootes zusammen mit anderen regierungstreuen Schiffen den Kreuzer Otschakow, der niedergehalten wurde.
Nachdem die Terez androhte, das Feuer auch auf das Minentransportschiff Bug (Буг) zu eröffnen, wurde dieses von der Besatzung selbst versenkt.
Bis 1916 gehörte die Terez zur Abteilung zur Verteidigung der nordwestlichen Küste des Schwarzen Meeres und wurde gemeinsam mit anderen Booten zur Feuerunterstützung der russischen Landstreitkräfte eingesetzt. Ab August 1916 gehörte die Terez zur russischen Donauflottille. Hauptaufgabe war auch hier die Feuerunterstützung der russischen Truppen an Land. Während dieses Einsatzes wurde ebenso wie bei der Donez die für die Rohre der Geschütze vorgesehene Schusszahl überschritten, was zu einem hohen Verschleiß der Rohre und im Ergebnis zu einer verringerten Treffgenauigkeit führte.

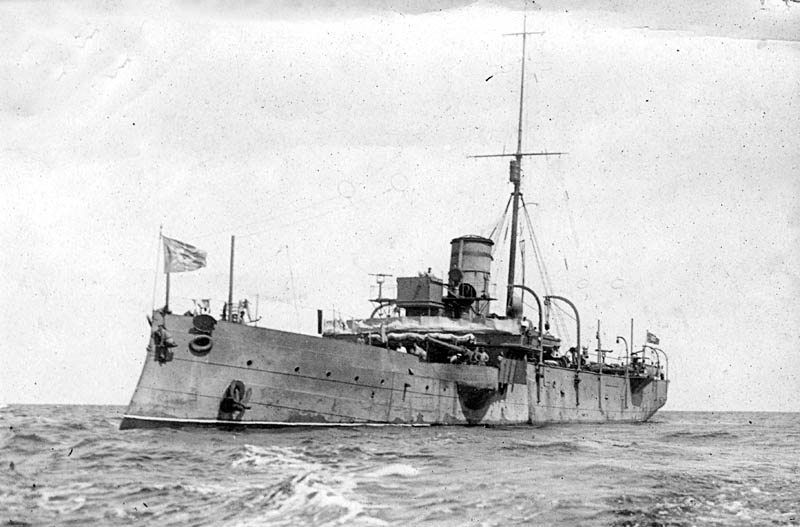
Kanonenboot Snamja Sozijalisma, 1923

Am 18. Januar 1918 ging das Boot auf die Seiten der sowjetrussischen Truppen über. Während der Besetzung der Schwarzmeerhäfen durch deutsche Truppen wurde es am 1. Mai 1918 von diesen in Sewastopol übernommen. Nach dem Abzug der Deutschen gelangte es dann am 14. Dezember 1918 in die Hände der britisch-französischen Interventionskräfte. Diese überließen das Boot im April 1919 der Flotte Südrusslands. Auch von diesen wurde das Boot wieder vorrangig zur Feuerunterstützung von Truppen an Land genutzt.
Am 8. März 1920 wurde die Terez beim Kampf gegen einen Panzerzug der Roten Arbeiter- und Bauernarmee schwer beschädigt. Nachdem das Schiff am 14. März 1920 von der Flotte der Roten Arbeiter- und Bauernarmee übernommen worden war, durchlief es 1921 eine Hauptinstandsetzung. Am 31. Dezember wurde die Terez in Snamja Sozijalisma (Знамя Социализма, deutsch: Banner des Sozialismus) umbenannt. Ab dem  26. Oktober 1926 war das Boot im Hafen von Sewastopol aufgelegt. Im Jahr 1931 wurde die Bewaffnung des Bootes abgerüstet und die Snamja Sozijalisma der EPRON als Hilfsschiff übergeben. Später wurde das Schiff abgebrochen, das genaue Datum ist jedoch nicht mehr feststellbar.